# Arcadie Gherasim
Arcadie Gherasim (n. 1957, Crișcăuți) este un jurnalist din Republica Moldova, care activează la postul de radio Vocea Basarabiei. A absolvit Universitatea de Stat din Moldova. Fost membru PCUS.

## Publicații
- Evaluări privind spălarea banilor pe plan internațional, B., 5 pp.